# Afrosphenella
Afrosphenella är ett släkte av insekter. Afrosphenella ingår i familjen Pyrgomorphidae.
Kladogram enligt Catalogue of Life:
| Afrosphenella | \| \| Afrosphenella capensis \| \| \| \| \| \| Afrosphenella senecionicola \| \| \| \| |
|               | \| \| Afrosphenella capensis \| \| \| \| \| \| Afrosphenella senecionicola \| \| \| \| |
|               | Afrosphenella capensis                                                                 |
|               |                                                                                        |
|               | Afrosphenella senecionicola                                                            |
|               |                                                                                        |